# حملة الرعاة الصليبية

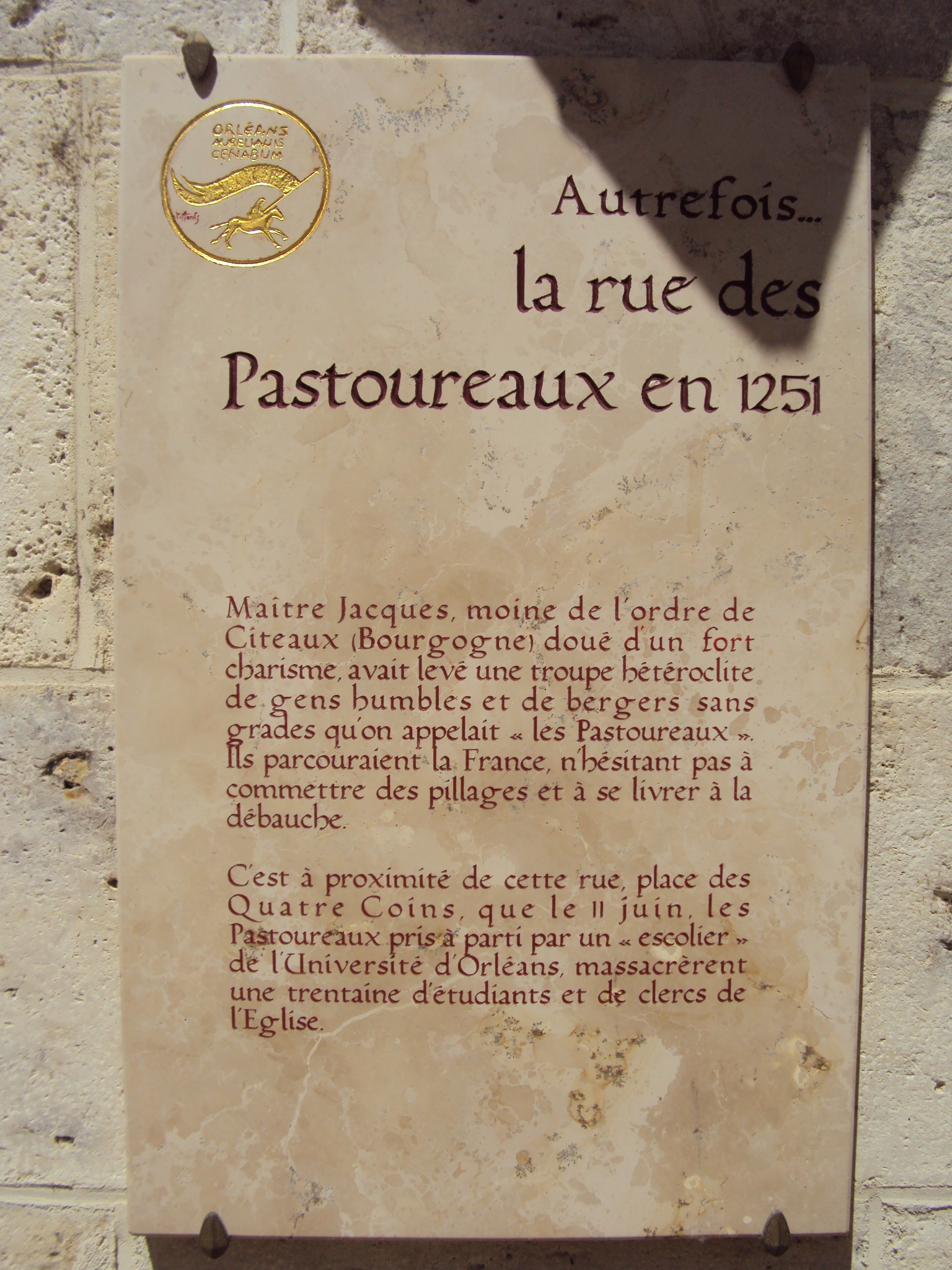

حملة الرعاة الصليبية حركة شعبية هستيرية قامت في فرنسا بتشجيع من بلانش دي كاستيل أم لويس التاسع بعد هزيمة الحملة الصليبية السابعة وأسر لويس التاسع في مصر في معركة المنصورة. قاد الحركة، التي بدأت قرب عيد الفصح سنة 1251م، رجل غامض سمى نفسه «سيد هنغاريا»، زعم أن السيدة مريم ظهرت له وطلبت منه قيادة حملة صليبية إلى مصر لإنقاذ لويس التاسع. انضم للحركة آلاف من الفلاحيين والرعاة وهوجمت الكنائس والأديرة والجامعات في باريس ومدن أخرى، وقُتل قساوسة ورهبان وألقى بهم في نهر السين بحجة عدم مساعدتهم للويس الأسير. وهوجم اليهود والمعابد اليهودية. بعد إدراك أم لويس لخطورة الموقف طلبت بالتصدى لأفراد الحملة والقبض عليهم. انتهت الحملة بمصرع «سيد هنغاريا» وأعداد كبيرة من أفراد الحملة وفرت أعداد إلى إنجلترا. يعتقد المؤرخ «ماثيو باريس» أن «سيد هنغاريا» كان البحار المحتال «وليم الخنزير» الذي عرض نقل حملة الأطفال الصليبية إلى مصر من قبل، أو على الأقل كان من ضمن المحتالين الذين شاركوا فيها.